# Samuel Barnett (aktor)
Samuel Barnett (ur. 25 kwietnia 1980 w Whitby) – brytyjski aktor. Występował na scenie, w filmach, telewizji i radiu. Zyskał szczególne uznanie za rolę Posnera w przedstawieniach scenicznych oraz w filmowej wersji sztuki Męska historia (The History Boys) autorstwa Alana Bennetta.

## Życiorys
Urodził się w Whitby, w hrabstwie North Yorkshire. Ma czworo rodzeństwa. Jego matka należy do kwakrów, a jego ojciec jest potomkiem polskich polskich Żydów, którzy wyemigrowali z Polski. Zaczął występować w młodym wieku, zanim przeniósł się do Londynu, aby studiować aktorstwo w London Academy of Music and Dramatic Art (LAMDA).
Barnett występował w sztuce The History Boys od samego jej początku i jej londyńskich wystawień. Odgrywał także swoją rolę w jej produkcjach w teatrze na Broadwayu, w Sydney, Wellington i w Hongkongu. W 2006 został uhonorowany nagrodą Drama Desk Award i był nominowany za rolę Davida Posnera w spektaklu Męska historia (The History Boys) do nagrody Tony Award. W 2014 Barnett otrzymał nominację do Tony Award dla najlepszego aktora za rolę Sebastiana w sztuce Wieczór Trzech Króli.